# Equació de Chazi
En matemàtiques, l'equació de Chazy és l'equació diferencial
{\displaystyle {\frac {d^{3}y}{dx^{3}}}=2y{\frac {d^{2}y}{dx^{2}}}-3\left({\frac {dy}{dx}}\right)^{2}.}
Va ser introduïda per Jean Chazy (1909 i 1911) com a exemple d'una equació diferencial de tercer ordre amb una singularitat mòbil que és un límit natural per a les seves solucions.
La sèrie d'Eisenstein ofereix una solució:
{\displaystyle E_{2}(\tau )=1-24\sum \sigma _{1}(n)q^{n}=1-24q-72q^{2}-\cdots .}
Actuant sobre aquesta solució pel grup SL₂ proporciona una família de solucions de 3 paràmetres.